# قرقف أخضر الظهر
القرقف أخضر الظهر (الاسم العلمي: Parus monticolus) هو نوع من الطيور ينتمي إلى فصيلة القرقفيات.
يوجد في بنغلاديش وبوتان والصين والهند ولاوس وميانمار ونيبال وباكستان وتايوان وفيتنام.
موائله الطبيعية هي الغابات الشمالية، والغابات المعتدلة، وغابات الأراضي المنخفضة الرطبة شبه الاستوائية أو الاستوائية.